# Chick Corea
Armando Anthony „Chick“ Corea (12. června 1941, Chelsea, Massachusetts – 9. února 2021, Tampa Bay, Florida) byl americký jazzový pianista a skladatel, několikanásobný držitel hudební ceny Grammy. Nejvíce se proslavil v sedmdesátých letech, kdy byl jedním z předních jazzrockových pianistů. Společně s Milesem Davisem hrál na legendární jazzrockové desce Bitches Brew. V sedmdesátých letech založil skupinu Return to Forever. V osmdesátých a devadesátých letech se účastnil celé řady nahrávacích a koncertních sessions, při kterých pomáhal rozvíjet mnoho různých hudebních stylů. Chick Corea byl také známý propagátor scientologie.
V roce 1968 nahrál s českým kontrabasistou Miroslavem Vitoušem album Now He Sings, Now He Sobs. Koncem 80. let 20. století vystoupil s Bobby McFerrinem na Bratislavských jazzových dnech a v roce 1988 v pražském Paláci kultury. V červenci 2018 koncertoval v Praze na Prague Proms ve Smetanově síni Obecního domu. Třikrát vystoupil na brněnském festivalu JazzFest a koncertovat zde měl také 7. března 2021 v Janáčkově divadle. Zemřel však v únoru 2021 na vzácný typ rakoviny.
Chick Corea je zmíněn v písni Jaromíra Nohavici Mikymauz (Mikymauzoleum, 1993).